# 초기의 메인프레임 게임
메인프레임 컴퓨터는 주로 기업 및 교육 기관에서 대규모 프로세스를 위해 사용하는 컴퓨터이다. 처음에는 마이크로컴퓨터라고 불린 개인용 컴퓨터가 1970년대에 일반 대중에게 널리 보급되기 전에 컴퓨팅 산업은 메인프레임 컴퓨터와 상대적으로 더 작고 저렴한 미니컴퓨터 변형으로 구성되었다. 1960년대 중반부터 후반까지 많은 초기 비디오 게임이 이 컴퓨터에서 프로그래밍되었다. 1970년대 초 상업용 비디오 게임 산업이 성장하기 전에 개발된 이러한 초기 메인프레임 게임은 일반적으로 대기업의 학생이나 직원이 특정 기계 또는 컴퓨터 유형에서만 이해할 수 있는 기계어 또는 어셈블리어로 작성되었다. 이렇게 개발된 게임 중 상당수는 구형 컴퓨터가 단종되면서 손실되었지만 일부 게임은 베이직과 같은 고급 컴퓨터 언어로 포팅되거나 나중에 개인용 컴퓨터용으로 확장 버전이 출시되거나 몇 년 후 게시판 시스템용으로 재창조되어 향후 게임 및 개발자들에 영향을 미쳤다.
초기 컴퓨터 게임은 1950년대에 만들어지기 시작했고, 시간이 지남에 따라 컴퓨터의 수와 성능이 꾸준히 증가함에 따라 1960년대부터 학계와 기업 기관의 메인프레임 컴퓨터에 대한 접근 제한이 점차 완화되었다. 이는 결과적으로 메인프레임 컴퓨터에서 일반적으로 작은 규모의 텍스트 기반 게임이 어느 정도 확산되는 결과를 가져왔고, 10년이 끝날 무렵에는 복잡성이 증가했다. 게임은 1970년대까지 메인프레임과 미니컴퓨터에서 계속 개발되었지만, 개인용 컴퓨터의 등장과 고급 프로그래밍 언어의 확산으로 인해 이후 게임은 일반적으로 개인용 컴퓨터에서 실행되도록 의도되었거나 실행될 수 있었다. 메인프레임. 이러한 초기 게임에는 전략 및 도시 건설 장르의 전신인 함무라비(Hamurabi)가 포함된다.